# Titus Turpilius Silanus
Titus Turpilius Silanus lebte im 2. Jahrhundert v. Chr. und stammte aus der Region Latium. Er diente im Jugurthinischen Krieg unter dem Konsul und Feldherrn Quintus Caecilius Metellus Numidicus als Praefectus fabrum. Titus Turpilius Silanus wurde im Jahr 109/108 v. Chr. wegen Verrates oder wegen eines grob fahrlässigen Wachvergehens vor ein Kriegsgericht gestellt und 108 v. Chr. hingerichtet.
Im Verlauf des wechselhaften und mitunter inkonsequent geführten römischen Feldzugs gegen den numidischen König Jugurtha in Nordafrika wurde die Stadt Vaga mit einer von Titus Turpilius Silanus geführten Besatzung belegt. Durch die verdeckten Interventionen Jugurthas wurde die Bevölkerung der Stadt zum Aufstand gegen die römische Truppenbesatzung bewegt. In einer sorgfältig konspirativ vorbereiteten Operation wurden 109 v. Chr. zuerst gezielt sämtliche Offiziere, bis auf den Oberbefehlshaber, einzeln ermordet, um im Anschluss die führungslosen Mannschaften niederzumachen. Zwei Tage später wurde Vaga von Quintus Caecilius Metellus Numidicus wieder eingenommen und zerstört.
Der von dem Massaker verschont gebliebene Titus Turpilius Silanus, der vermutlich in einem freundschaftlichen Verhältnis zu dem Konsul stand, wurde vor ein eingesetztes Kriegsgericht gestellt. Da er die Vorkommnisse und insbesondere seine Unversehrtheit nicht plausibel erklären konnte, wurde er von dem Tribunal mehrheitlich, auf vornehmliches Betreiben des Legaten Gaius Marius, der in offener Opposition zu Quintus Caecilius Metellus Numidicus stand, zum Tode verurteilt. Titus Turpilius Silanus wurde gegeißelt und enthauptet.
Das Militärrechtswesen im antiken Rom schloss zur Zeit der Republik das zivile Provokationsrecht für den von einem Kriegsgericht zum Tode verurteilten römischen Bürger, der dem Militär angehören musste, grundsätzlich aus. Bei einem echten militärspezifischen Kapitaldelikt, wie dem Wachvergehen, das der Legionär bis zum Centurio verwirkt hatte, verhandelten die Militärtribunen in einem consilium den Sachverhalt. Die Einberufung und der Vorsitz des Kriegsgerichts oblag vermutlich dem Tribun, dem der Angeklagte organisatorisch zugeordnet war. Ein Kapitaldelikt, wie der Verrat, für das sich ein hochrangiger Offizier verantworten musste, hatte der im Felde stehende Imperator mit seinem Kriegsrat zu verhandeln. Diesem consilium gehörten die Unterfeldherrn wie der Legatus und der Quästor, die Militärtribunen sowie vermutlich der ranghöchste Centurio an. Das consilium oder der Kriegsrat konnte bei strategischen und taktischen Angelegenheiten lediglich ein für den Imperator unverbindliches Votum abgeben. Im Fall der kapitalen Strafgerichtsbarkeit hatte sich der Feldherr dem Mehrheitsbeschluss des einberufenen Kriegsrats zu beugen. Insofern musste Quintus Caecilius Metellus Numidicus, wenn auch offenbar widerstrebend, das Todesurteil bestätigen und die Hinrichtung von Titus Turpilius Silanus anordnen.